# Quad

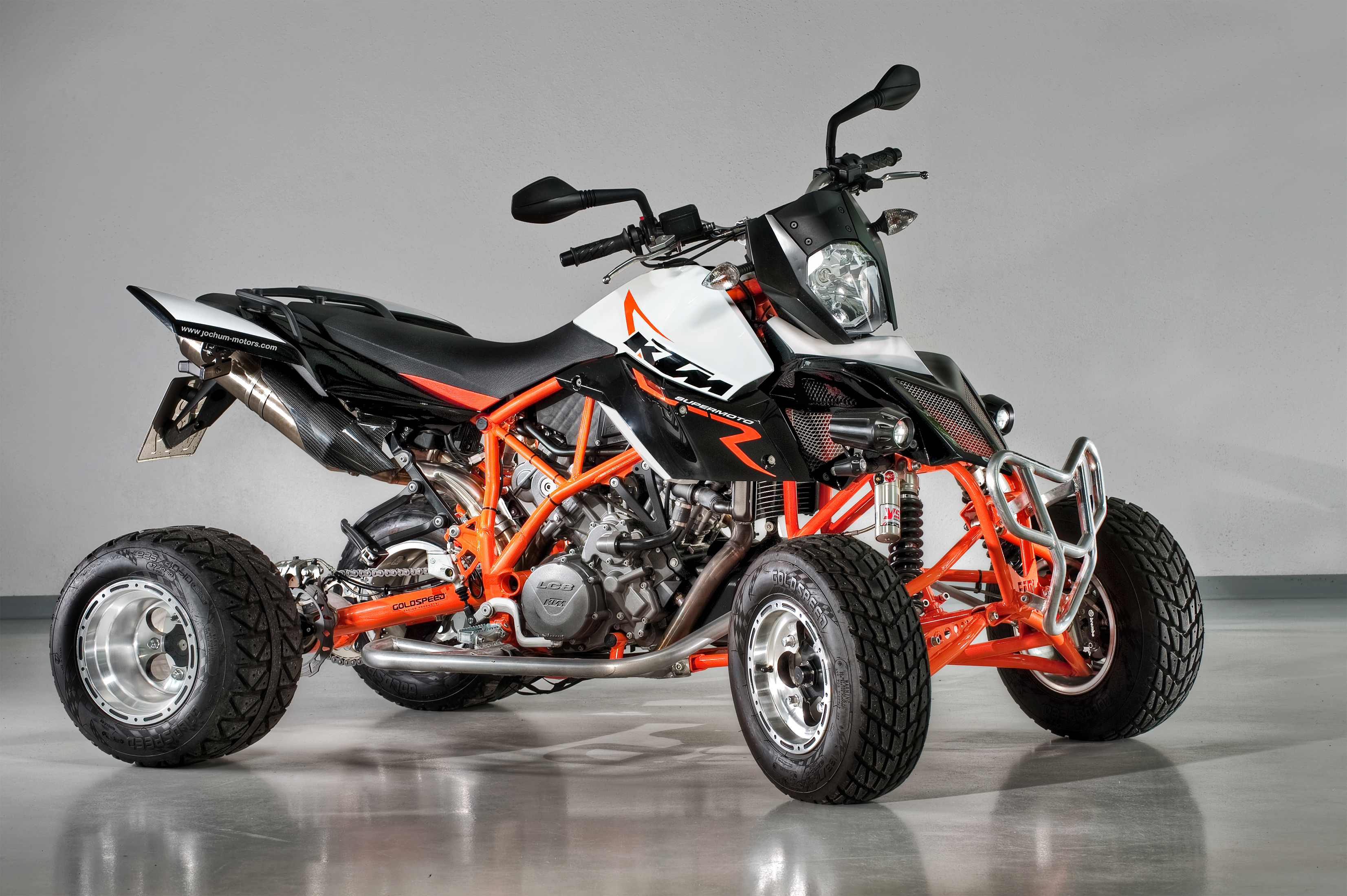
KTM Quad aus einer 990 SM Supermoto gebaut

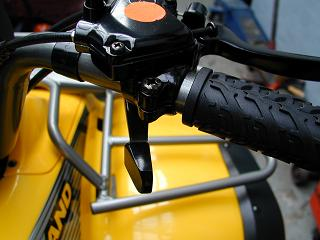
Daumengashebel

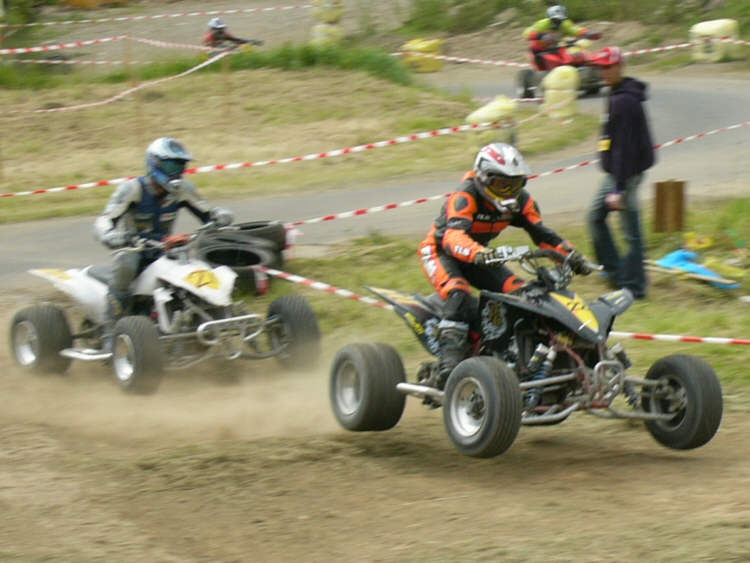
Quads bei einem Supermoto-Rennen in Biebertal 2005

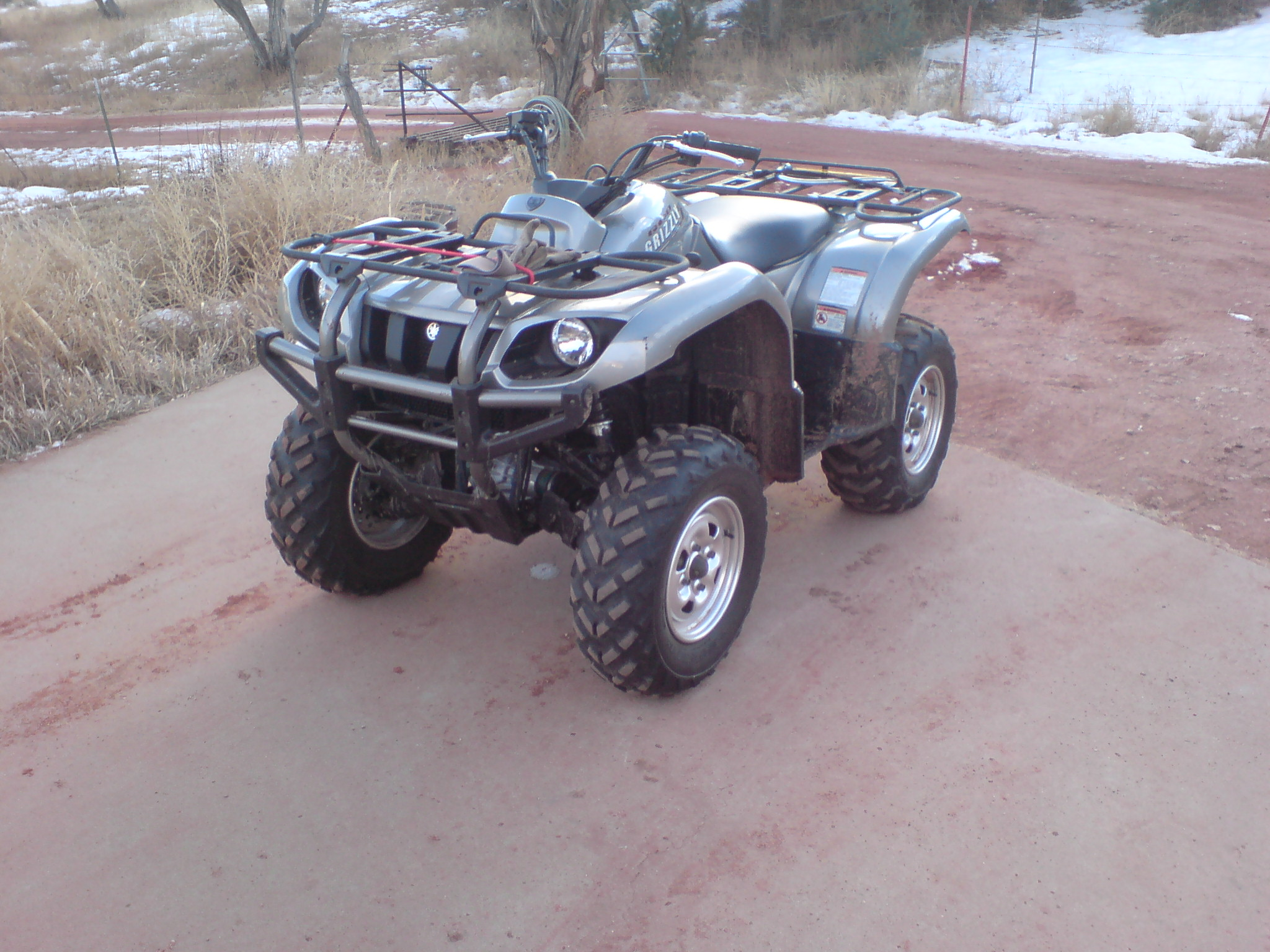
Yamaha Grizzly ATV

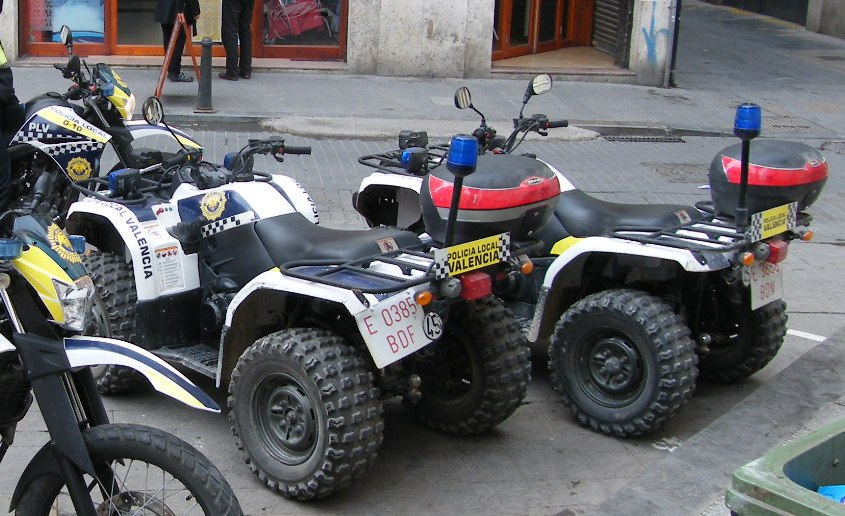
Quads für den Polizeieinsatz (Valencia)

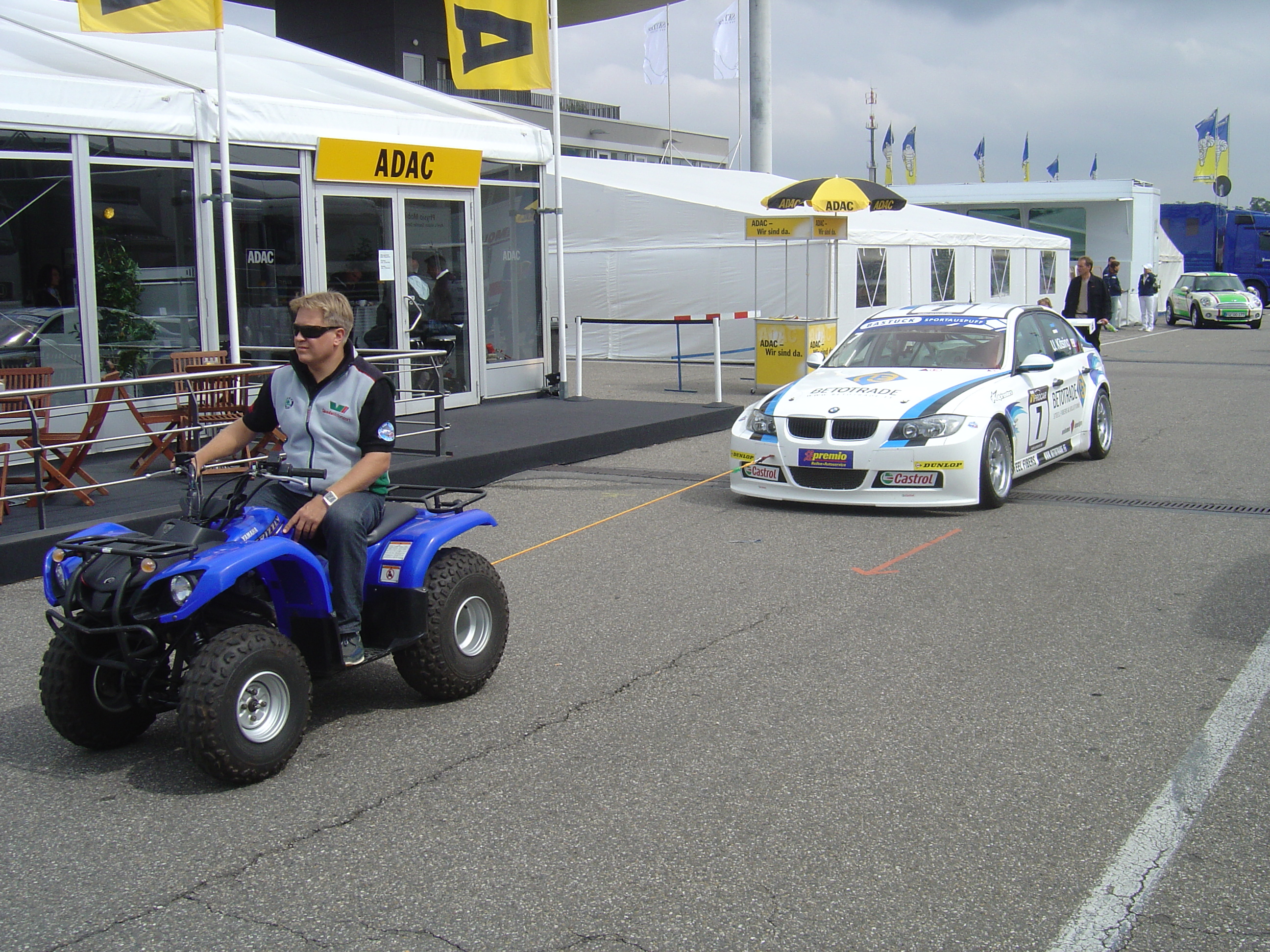
Im Motorsport werden Quads häufig benutzt, um Rennwagen durch das Fahrerlager zu bewegen

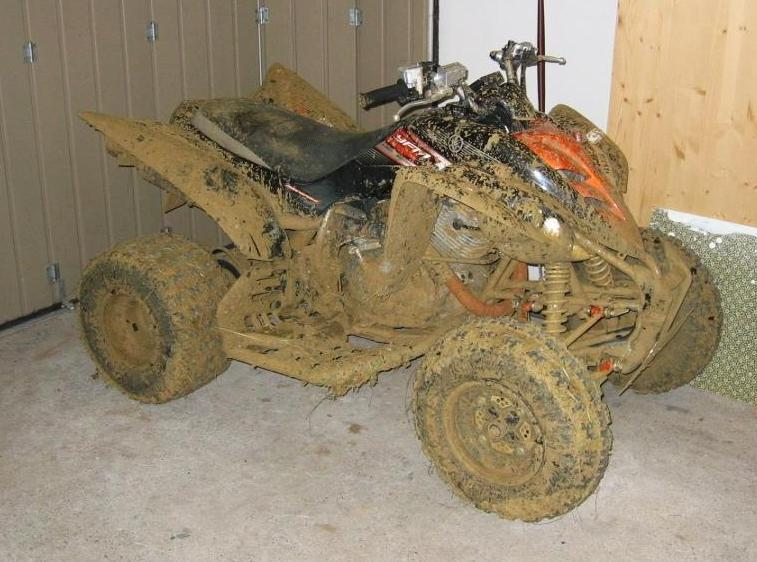
Yamaha Raptor nach einem Rennen

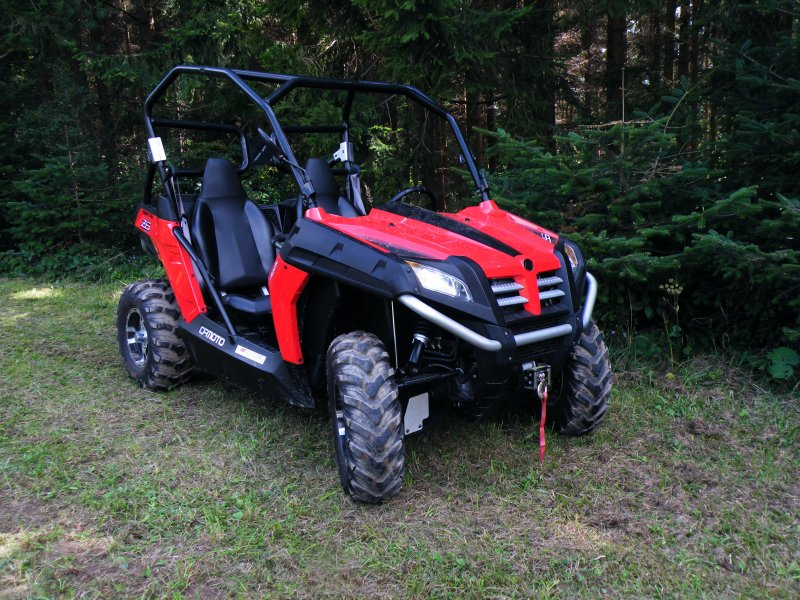
Side-by-Side-ATV (Explorer Bazooka)

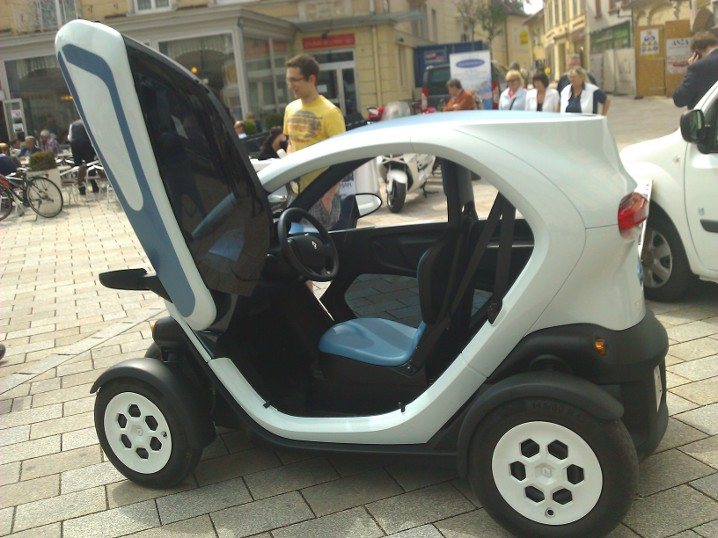
Allwettertaugliches UTV Renault Twizy ohne Seitenfenster für zwei Personen

Ein Quad [kwɑd] (anhörenⓘ) (aus lateinisch über quattuor, „vier“, zu quadruplex, „vierfach“) oder ATV (anhörenⓘ) (kurz für all-terrain vehicle, englisch für „Geländefahrzeug“) ist ein kleines Kraftfahrzeug für eine bis drei Personen mit vier Rädern oder seltener mit vier Gleisketten, häufig mit dicken Ballonreifen als Geländefahrzeug. Im deutschen Sprachgebiet werden häufig Sport- und Freizeitfahrzeuge als Quad bezeichnet, Arbeitsfahrzeuge für den Geländeeinsatz hingegen, beispielsweise Bergrettungsfahrzeuge mit Allradantrieb, eher als ATV. In Kanada oder den USA gibt es diese Unterscheidung nicht.

## Bauformen
Der Fahrersitz hat beim Quad und bei den meisten ATVs wie beim Motorrad eine Sattelform, gelenkt wird mit einer Lenkstange. Die bisher noch selteneren Side-by-Side-Fahrzeuge (auch UTV = Utility-ATV genannt), die aus den ATVs abgeleitet sind, haben Sitze ähnlich dem Autositz, die Lenkung wird über ein Lenkrad bedient. ATV und Side-by-Side-Fahrzeuge werden beim Militär, für das sie ursprünglich entwickelt wurden, zur Personenbeförderung und Aufklärung eingesetzt.

## Technik
Quads haben in der Regel eine starre, zum Rahmen verwindungssteife, an einer Schwinge geführte Hinterachse. Diese Art der Konstruktion sorgt für eine geringe Neigung in Kurven. Wegen des hohen Schwerpunkts wird das kurveninnere Hinterrad entlastet, dabei kann der Reifen den Kontakt zur Fahrbahn verlieren. Damit dabei die Traktion erhalten bleibt haben Quads kein Differenzialgetriebe,  das freie Rad würde sonst durchdrehen. Ein gewisser Schlupf auf den Hinterrädern ist bei dieser Konstruktion notwendig, er ermöglicht erst die Kurvenfahrt der kleinen Vierradfahrzeuge.
Die Vorderräder werden sowohl beim Quad als auch beim ATV an Doppelquerlenkern geführt, im Fachjargon A-Arms genannt. Bei den allradgetriebenen ATV wird teilweise zusätzlich ein sperrbares Differenzialgetriebe eingebaut. Beim ATV setzt sich inzwischen eine Einzelradaufhängung mit Doppelquerlenkern an der Hinterachse durch, wobei Sperrdifferentialgetriebe an der Hinterachse noch die Ausnahmen sind.
Bei ATVs mit groß dimensionierten Ballonreifen mit geringem Reifenfülldruck ist der Druck des Reifens auf den Untergrund geringer als beim typischen Quad. Das verringert den Reifenabrieb bei Kurvenfahrten. Die hintere Einzelradaufhängung ermöglicht eine stärkere Verschränkung der beiden Achsen, was beim Arbeitseinsatz im schweren Gelände oder auf einem Endurotrail deutliche Vorteile gegenüber einer Starrachse bringt. Im Motocross-Sport bringt diese Bauweise (bis jetzt) keine erfahrbaren Vorteile, zudem ist eine Einzelradaufhängung schwerer und wartungsintensiver als eine Schwingenkonstruktion.
Zur Fahrwerksdämpfung werden in modernen Sportquads Stoßdämpfer an Vorder- und Hinterachse verwendet, die in der Zug- und Druckstufe voll einstellbar sind. Viele Dämpfer haben einen separaten Druckausgleichsbehälter, der zur Aufnahme des beim Einfedern verdrängten Öls und auch zur Kühlung des Dämpferöls dient. Die Fahrwerksfedern sind mit veränderlicher Steigung gewickelt. Dadurch nimmt die Federhärte beim Einfedern progressiv zu. Alternativ werden Quads mit einer Luftfederung ausgestattet, die bis zu 3,5 kg leichter ist.
Die meisten Sportquads der Premiummarken haben eine hintere Schwinge aus Aluminiumdruckguss, diese ist leichter als geschmiedete oder geschweißte Schwingen aus Stahl. Zusammen mit Aluminiumrädern wird dadurch eine Reduzierung der ungefederten Masse an der Hinterachse erzielt. Der hintere Dämpfer ist oftmals nicht direkt oben auf der Schwinge angebunden, sondern stützt sich auf ein Umlenksystem, dieses soll die vorher beschriebene Progression des einzelnen hinteren Dämpfers unterstützen.
Das Fahrwerk ist die wichtigste Systemgruppe am Quad, weit vor der Motorleistung, da bei einem nicht richtig funktionierenden Fahrwerk die Motorleistung nicht vollständig genutzt werden kann. Zudem wird die Kondition des Fahrers übermäßig beansprucht.
Yamaha bietet in seinem Modell Grizzly 700 als erster OEM (Original Equipment Manufacturer) eine Servolenkung an. Die Vorteile der elektronischen Servolenkung sind bei diesem schweren ATV schon im normalen Betrieb spürbar. Wenn das ATV mit einem Raupenfahrwerk ausgestattet wird, ist der Vorteil sehr groß, da ohne die Lenkhilfe hohe Lenkkräfte vom Fahrer aufzubringen sind.
Verzögert werden Quads mit Scheibenbremsen an der Vorder- und Hinterachse, die hydraulisch (über Mehrkolbenbremszangen) oder mechanisch (über Bowdenzug) betätigt werden, wobei teilweise Stahlflex-Bremsleitungen verwendet werden. Die Trommelbremse wird nur noch an einfachen Maschinen verwendet. Die Hersteller Kawasaki und Yamaha gehen mit einer gekapselten Ölbad-Mehrscheibenbremse an der Hinterachse einiger ihrer ATVs und der KFX700 einen Sonderweg.
Die Rahmen der höherwertigen Sportquads sind verwindungssteif aus Stahl und Aluminium gefertigt, es gibt auch Rahmen aus Aluminium.
Für Rennzwecke können Nerf Bars (Schutzbügel), Lenkungsdämpfer, eine verstärkte Lenksäule und Lenker, ein „Kill-Switch“, also eine Abreißleine zu einem Notausschalter, allerlei Motortuning-Teile sowie verbreiterte A-Arms und Hinterachsen eingebaut werden.

### Motorisierung
Die Motorisierung der Fahrzeuge liegt zurzeit zwischen 50 cm³ und 1000 cm³ mit einer Leistung von bis zu 50 kW. Es gibt auch Sonderanfertigungen mit bis zu 1150 cm³ Hubraum und Turbolader. Die Motoren sind in der Regel Viertakt-Einzylinder, wobei es auch Modelle mit Viertakt-Zweizylinder, Zweitaktmotoren und Dieselmotoren gibt. Zur Gemischaufbereitung werden in neueren Modellen statt Vergasern elektronische Einspritzanlagen verwendet, um die Leistung und Laufkultur der Motoren zu verbessern und die Schadstoffemissionen zu reduzieren.
Bei Quads wird die Antriebskraft in der Regel mit einer Kette zur Hinterachse übertragen, ATVs mit zuschaltbarem Allradantrieb haben überwiegend Kardanantrieb. Die Übersetzung lässt sich beim Kardanantrieb nur mit sehr hohem Aufwand verändern, beim Kettenantrieb braucht man dazu nur Ritzel vorne und Kettenblatt hinten auszutauschen. Dies ist ein wichtiger Aspekt für Sportfahrer, die ihr Quad an die jeweilige Rennstrecke anpassen wollen.
Bei Quads ist wie bei Motorrädern Fußschaltung üblich. Die meisten Maschinen haben auch einen Rückwärtsgang, außer Sportquads, die für den Renneinsatz auf der Motocross-Strecke gedacht sind. Bei ihnen wird aus Gewichtsgründen darauf verzichtet. Beim Einlegen des Rückwärtsganges ist eine Sperre zu überwinden, um ein versehentliches Einlegen sicher zu vermeiden. Einfache Quads werden in den letzten Jahren mit stufenlosen automatischen Keilriemengetrieben (CVT, Continuously variable transmission) ausgestattet, diese sind bei ATVs schon seit Jahren Standard. In der Regel gibt es eine Low- und High-Fahrstufe sowie einen Leerlauf und eine Parkstellung. Wie beim Automobil sind Sportfahrer sehr skeptisch zur Automatikschaltung eingestellt, weshalb die Zahl der Sportquads mit CVT-Getriebe klein ist.
Aus Sicherheitsgründen wird an den Fahrzeugen wie auch an Jet-Skis oder Motorschlitten ein Daumengashebel verwendet. Ein Gasdrehgriff ist nachrüstbar, dieser erschwert aber eine genaue Gasdosierung wegen der relativ hohen Lenkkräfte. Speziell bei der Gewichtsverlagerung des Fahrers steigt die Gefahr des versehentlichen Gasgebens erheblich. Es gibt auch die Kombinationen aus Dreh- und Daumengasgriff, mit denen der Fahrer auf das für ihn passende Konzept für Gelände und Straße umschalten kann.

## Geschichte

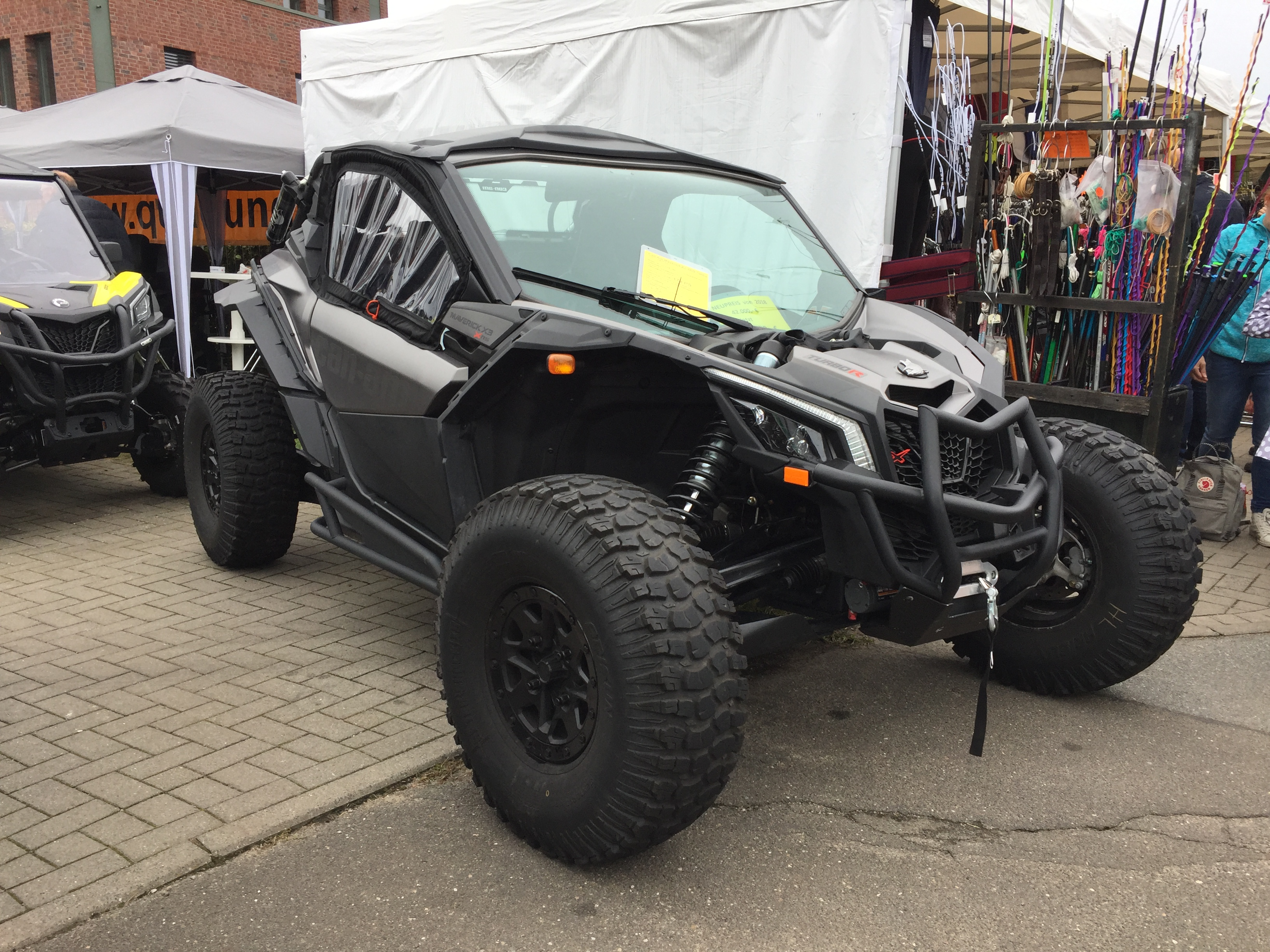
Can-Am Quad Maverick

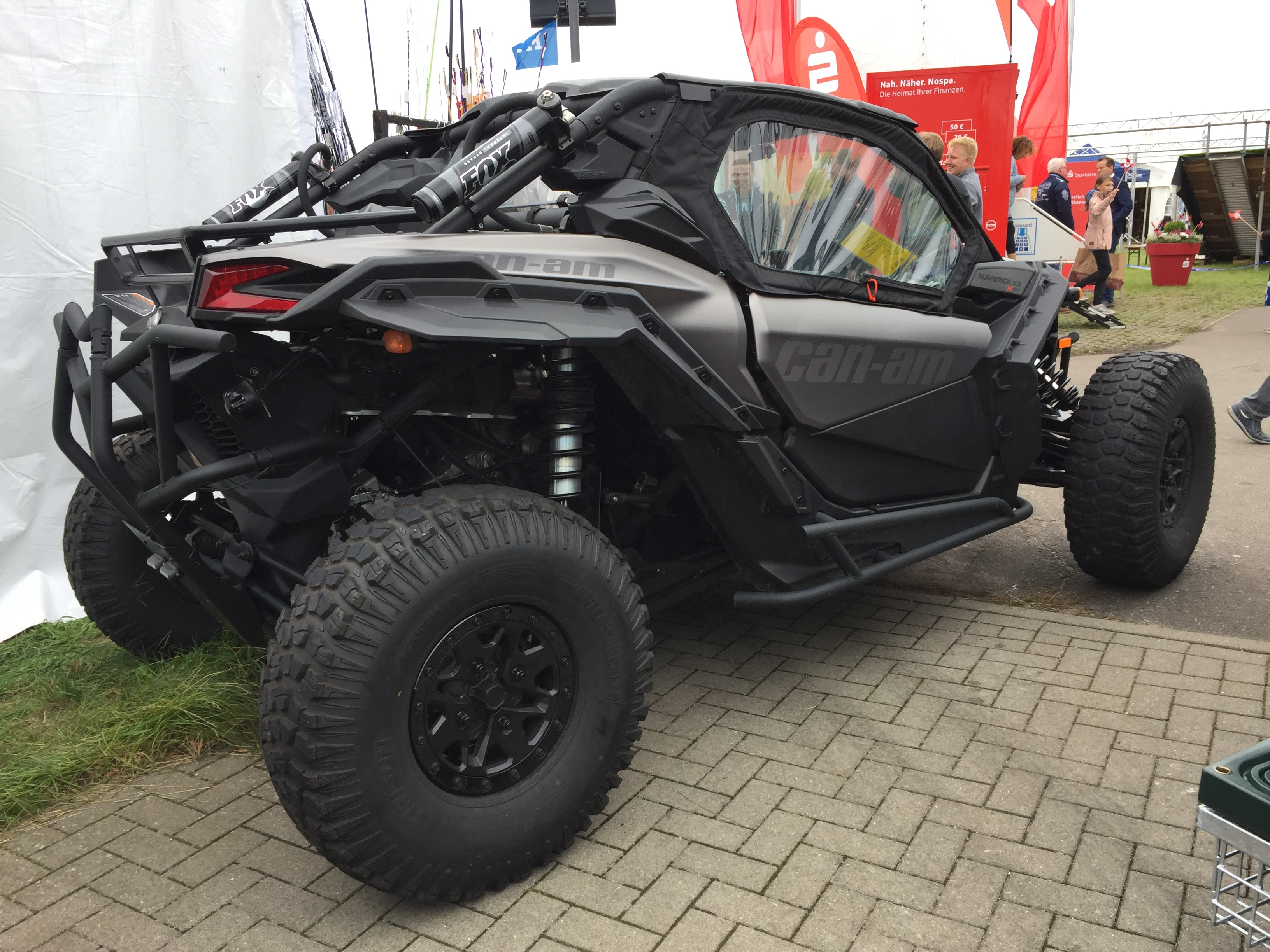
Can-Am Quad Maverick

Als „Ur-Quad“ wird in Deutschland meist der Kraka (Kurzwort für Kraftkarren) genannt, der 1962 in Deutschland von der Zweirad Union für den land- und forstwirtschaftlichen Einsatz entwickelt wurde. Faun hat nach Auflösung der Zweirad-Union das Kraka übernommen, modifiziert und für die Bundeswehr nutzbar gemacht. Ein weiteres „Ur-Quad“ ist das M274 Mechanical Mule der US Army (1957). Diese Fahrzeuge wurden von den Luftlandetruppen als luftverlastbare Waffenträger verwendet. Das Nachfolgemodell des Kraka war der gepanzerte Waffenträger Wiesel. Verwendung finden Quads beim Kommando Spezialkräfte (KSK) als analoge Fahrzeuge zu Krädern im schnellen Geländeeinsatz und für Verbindungszwecke, da sie mit der Führerscheinklasse B gefahren werden können, und die Fahrausbildung nicht so aufwendig ist wie für die Führerscheinklasse A.
Die Vorläufer der Quads aus der jüngeren Vergangenheit waren ursprünglich von Honda entwickelte dreirädrige All-terrain (Motor)cycles (ATC). Auch Yamaha (unter anderen „Tri-Z“) und Kawasaki (unter anderen „Tecate“) machten sich in diesem Bereich einen Namen. Hauptabsatzmarkt waren die USA, hier tauchten die Fahrzeuge als erstes auf. Die Dreiräder waren zunächst nur als Freizeitfahrzeuge für die südkalifornischen Wüsten gedacht. Die Motorkraft wird auf eine starre Hinterachse ohne Schwinge übertragen, auf der zugleich das meiste Gewicht des Fahrers lagert. Beim Beschleunigen wird das Vorderrad so stark entlastet, dass Lenkbewegungen nicht auf den Untergrund übertragen werden. Eine Fahrwerksfederung wurde anfangs nicht eingebaut, stattdessen boten Ballonreifen eine gewisse Federung. Die Folgen dieser sehr einfachen Konstruktion und die Unerfahrenheit der Fahrer waren zahlreiche schwere Unfälle in den USA, die Medien griffen das Thema auf. Die Verbraucherschutzorganisation CPSC (Consumer Product Safety Commission) setzte schließlich in Übereinkunft mit der Herstellerindustrie (Honda, Kawasaki, Suzuki, Polaris Industries, Yamaha) Ende der 1980er Jahre eine auslaufende Produktion der Dreiräder durch, aber kein Vertriebsverbot. Die Übereinkunft galt von 1987 an für 10 Jahre. Um das Fahren sicherer zu machen, aber den lukrativen Absatzmarkt nicht aufzugeben, entwickelte Suzuki das erste vierrädrige „Quad“, die LT 125, andere Hersteller folgten mit vierrädrigen Produkten wenig später. Neben dem Freizeit- und Sporteinsatz (Publikationen in den damals noch existierenden 3Wheeler Magazinen erreichten Millionen von ATC-Fahrern) wurden die Quads auch von Landwirten für die Arbeit auf ihren großen Weiden, dann als nützliches Transportfahrzeug entdeckt. Aber besonders als Sportgerät setzt sich das Quad immer weiter durch, inzwischen werden in vielen Ländern offizielle Quad-Meisterschaften ausgetragen.
Hauptabsatzmarkt für die Quads/ATVs ist heute immer noch Nordamerika mit rund einer Million Einheiten pro Jahr, aber auch die Märkte in Südamerika, Australien und Europa haben sich lukrativ für die Hersteller entwickelt. Europa spielt vor allem für Polaris, Can Am und Arctic Cat eine immer wichtigere Rolle.

## Straßenzulassung
Die Fahrzeuge werden in der Regel als reines Geländefahrzeug nach Europa importiert und müssen für die Straßenzulassung aufwendig von den Importeuren bzw. Händlern umgerüstet werden. Bei der Umrüstung werden Scheinwerfer, Blinker, Bremslichter, Standlicht und Tacho nach EC-Norm angebaut. Durch Spurverbreiterung, Tieferlegung und Straßenreifen kann die Sicherheit im Straßenverkehr erhöht werden.
Grundlage für die Einstufung der Quads bildet die Richtlinie 92/61/EWG, die neben dreirädrigen Kfz bis 45 km/h auch vierrädrige Leicht-Kfz (max. 45 km/h und nicht mehr als 50 cm³) und vierrädrige Kfz (mehr als 45 km/h und mehr als 50 cm³) erfasst. Allerdings beschränkt die Richtlinie die Vierradkraftfahrzeuge auf eine Leistung von maximal 15 kW bei einem maximalen Leergewicht von 400 kg. Fahrzeuge mit höheren Leistungen sind von der Richtlinie 92/61/EWG nicht mehr erfasst. Sie können daher nur noch als Pkw oder als land- und forstwirtschaftliche Zugmaschine zugelassen werden. Allerdings scheitert die Zulassung als Pkw oft am nicht erreichbaren Geräuschgrenzwert von 74 dB.
Mit einer zweiten Hauptbeleuchtungsanlage sowie einer Anhängerkupplung mit Steckdose wurde bis 01/2002 hauptsächlich die auslaufende Schlüsselung „Nr. 8700 Zugmaschine“ angewandt. Dadurch ist auch keine Abgasuntersuchung notwendig und es dürfen Umweltzonen ohne Plakette befahren werden.
Es gibt auch Quads, die von vornherein als Straßenquad gebaut werden, sodass der teure Umbau entfällt. Sie haben im Allgemeinen eine breite Spur, Straßenreifen, einen niedrigen Schwerpunkt und Sitzposition für Fahrer und Sozius. Sehr viele Maschinen der Einsteigerklasse bis 300 cm³, gerade die der taiwanischen Hersteller wie Kymco, Adly, SYM, Dinli oder SMC, werden serienmäßig mit COC-Papieren (EU-Homologation) geliefert und der EU-Norm entsprechenden Anbauteilen. So ist eine Zulassung als VKP (vierrädriges Kfz zur Personenbeförderung) möglich. Die COC-Papiere sind EU-weit gültig, so dass z. B. eine Maschine mit erster Zulassung in Deutschland nach einem Verkauf in ein anderes EU-Land auch dort zugelassen werden kann. Dies ist mit einer Zugmaschinenzulassung nicht möglich. Des Weiteren muss in Deutschland ein vorderes Kennzeichen angebracht werden. Quads sind per Definition keine „Zweiräder“, somit ist in Deutschland die Fahrerlaubnisklasse B (PKW-Führerschein) erforderlich. Aufgrund der stark gestiegenen Zulassungszahlen wurde am 1. Februar 2005 die deutsche Führerscheinklasse S eingeführt, die auch 16-Jährigen das Fahren von Quads mit einem Hubraum bis 50 cm³ (Versicherungskennzeichen) erlaubte. Die nationale Führerscheinklasse S wurde jedoch zum 19. Januar 2013 mit der Umsetzung der aktuellen Führerscheinrichtlinie wieder abgeschafft und die Fahrberechtigung dieser Klasse in die harmonisierte EU-Fahrerlaubnisklasse AM aufgenommen.

## Versicherung

### Deutschland
Quads bis 50 cm³ sind nicht zulassungspflichtig und tragen ausschließlich ein Versicherungskennzeichen.
Bei der Versicherung von zulassungspflichtigen Fahrzeugen und Quads wird zwischen vier Kategorien unterschieden:
- Quad mit PKW Zulassung
- Quad mit VKP Zulassung (Vierrädriges Kraftfahrzeug zur Personenbeförderung)
- Quad mit LOF-Zulassung – mit schwarzen Kennzeichen
- Quad mit LOF-Zulassung – mit grünem Kennzeichen und landwirtschaftlicher Nutzung.

Auch wenn die Mehrzahl der Versicherer Quads der Zulassungsarten 1/2/3 nur noch über die WKZ 031 (Quad) versichert, gibt es auch Versicherer, die diese Fahrzeuge unter der WKZ 003 (Motorrad) versichern. Hierbei kann es zu deutlichen Prämienunterschieden kommen. Gerade bei Quads der Zulassungsform 1 (Quad mit PKW Zulassung) kommt es schon vor, dass diese Fahrzeuge als PKW mit der WKZ 112 versichert werden und damit deutlich teurer sind als vergleichbare Fahrzeuge mit Quadzulassung. Vorteile der Quadversicherung nach WKZ 031: Bei den meisten Kfz-Versicherern gibt es die Möglichkeit der Zweitfahrzeugeinstufung, wenn bereits ein PKW beim Versicherer versichert ist. Andere gehen hier sogar etwas weiter: Sie wollen für eine verbesserte Zweitfahrzeugeinstufung lediglich, dass ein PKW bei irgendeinem Versicherer in einer höheren Schadenfreiheitsklasse versichert ist.
Vor einigen Monaten war es noch möglich, Quads mit LOF-Zulassung (LOF=Landwirtschaftliche Zugmaschine) über die WKZ 452 (Landwirtschaftliche Zugmaschine mit schwarzem Kennzeichen) zu versichern. Aber auch hier haben die Mehrzahl der Kfz-Versicherer einen Riegel vorgeschoben, indem sie jetzt die Versicherung über die WKZ 031 verlangen. Wichtig hierbei ist jedoch, dass bei der Zulassung des Quads bei der Zulassungsstelle eine eVB für eine landwirtschaftliche Zugmaschine vorgelegt wird, sonst gibt es in der Regel keine Zulassung. Quads mit LOF-Zulassung, die ein grünes Kennzeichen besitzen und in der Landwirtschaft eingesetzt werden, können jedoch nach wie vor bei einigen Versicherern über die WKZ 451 (landwirtschaftliche Zugmaschine mit grünem Kennzeichen) versichert werden, was zu einem erheblichen Beitragsvorteil führt.

### Österreich
In Österreich können Quads mit bis zu 50 cm³ Hubraum als Moped mit rotem Kennzeichen ab 15 Jahren und mit Mopedausweis (Zusatz mehrspuriges Fahrzeug) gefahren werden, für alle größeren muss man in Österreich einen Motorrad-A-Schein (max. 400 kg Höchstgewicht) oder Pkw-Führerschein besitzen. Daher kann man sie auch nach Art des zugelassenen Kennzeichens (ein- oder zweizeilig) mit Auto, Lkw und Traktor auf Wechselkennzeichen anmelden. Handelt es sich um eines, das noch als Zugmaschine zugelassen wurde, genügt auch ein Führerschein der Klasse „F“ und es ist ab 16 zu fahren, es darf dann nicht schneller als 50 km/h sein.

### Schweiz
Die Quads sind unabhängig von der Hubraumgröße als Kleinmotorfahrzeuge zugelassen, sofern ihr Gesamtgewicht nicht mehr als 0,4 Tonnen und sie eine Motorleistung von nicht mehr als 15 kW aufweisen (Art. 15 Abs. 3 der Verordnung über die technischen Anforderungen von Straßenfahrzeugen [VTS]). Zum Führen dieser Fahrzeuge ist zumindest ein Führerausweis der Kategorie B1 erforderlich. Weiter dürfen Inhaber eines Führerausweises der Kategorien B (Auto) wie auch der Kategorien A (Motorräder über 11 kW Leistung) oder A1 (Motorräder bis und mit 125 cm³ und 11 kW Leistung) ebenfalls Quads fahren. Seit dem 1. Februar 2006 besteht eine Helmtragepflicht.
Der Bremshebel am Lenker wird für die Schweizer Zulassung so umgebaut, dass er auf alle vier Räder wirkt, mit einer Bremskraftverteilung von 60 % vorne und 40 % hinten.

### Spanien
In Spanien dürfen Quads bis 50 cm³ ab 14 Jahren mit einem Mopedführerschein gefahren werden. Für alle stärker motorisierten Quads reicht auch hier ein Führerschein Klasse B. Dafür gilt hier absolute Helmpflicht. Das geltende EU-Recht (Helmpflicht nur, wenn sie im Fahrzeugschein eingetragen ist) interessiert hier nicht. Auf Mallorca steigen die Zulassungszahlen von Quads rapide an, besonders von starkmotorisierten Maschinen (400–750 cm³).

## Sicherheit

### Fahrverhalten

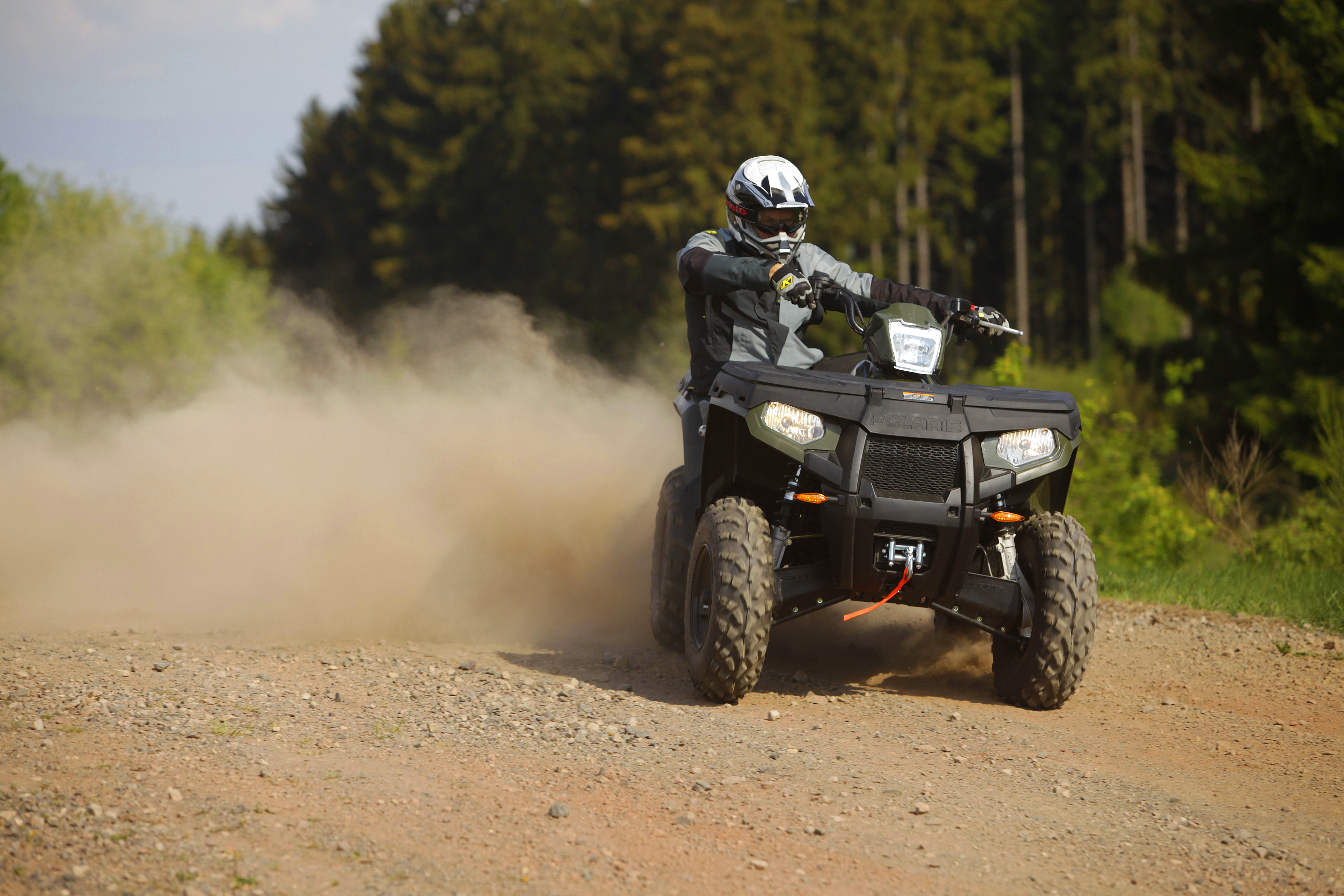
ATV im Drift auf Schotter. Die volle Körpergewichtsverlagerung spielt eine besondere Rolle, will man dem Umkippen eines solchen Fahrzeugs entgegenwirken. Nur mit dieser Verlagerung bleibt es sicher in der Kurve manövrierbar.

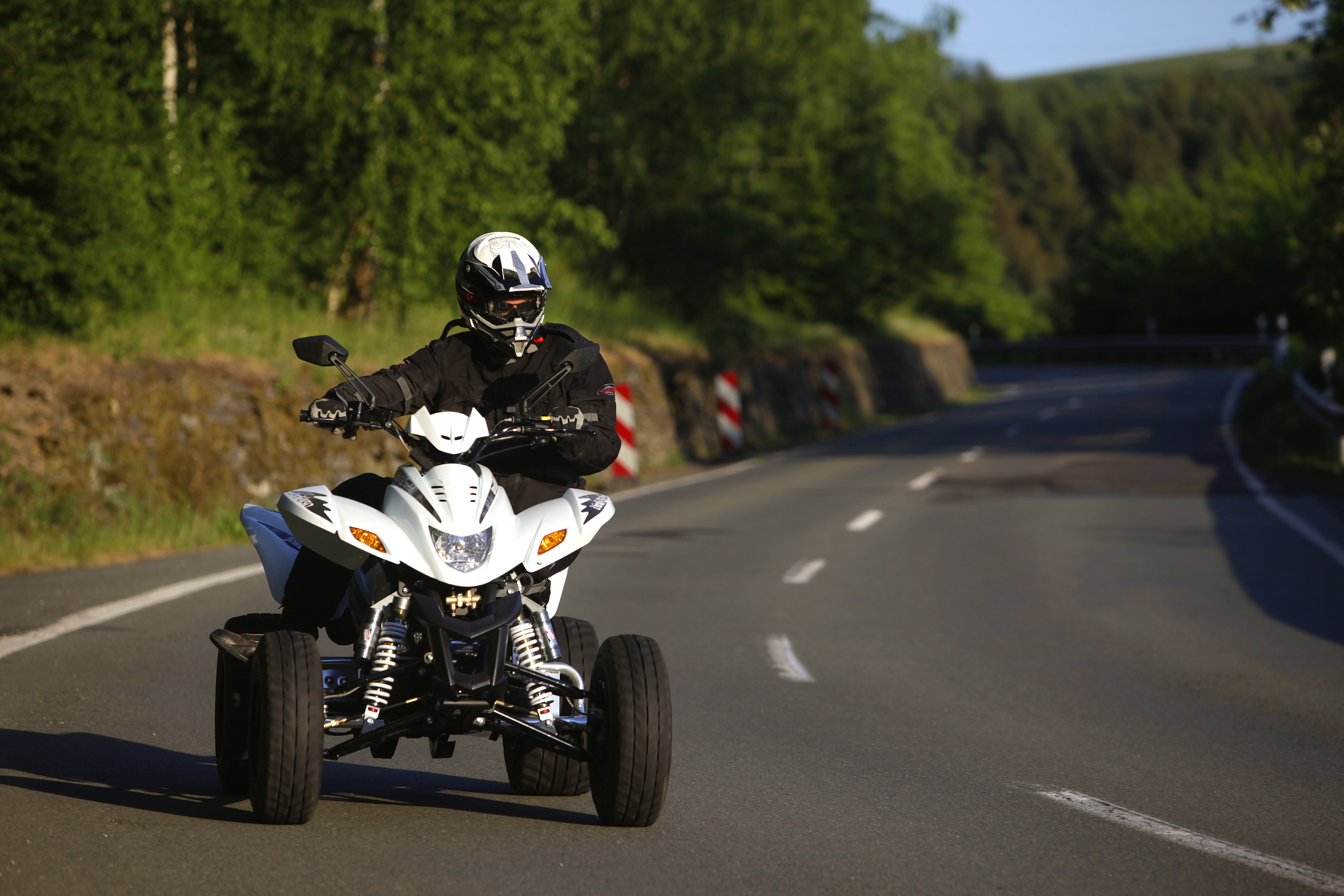
Bei Straßenfahrten kommt der Körpergewichtsverlagerung eine besonders wichtige Rolle zu. Die Räder haben guten Halt auf dem Asphalt. Das Quad möchte in der Kurve aufgrund der beiden gleich stark angetriebenen Hinterräder geradeaus fahren. Nur durch Lenken und eine Gewichtsverlagerung lässt sich das Quad sicher durch die Kurve zirkeln.

Quads und insbesondere ATVs sind in der Regel als Offroadfahrzeuge konzipiert und haben bedingt durch die für Geländefahrten benötigte Bodenfreiheit einen hohen Schwerpunkt, der zu einer Instabilität in Kurven und bei Hangfahrten (bergauf und -ab, Hangquerfahrt) führt. Eine der Fahrsituation angepasste Körperhaltung, z. B. das Verlagern des ganzen Körpers in die Kurve statt nur der Schulter, reduziert das Risiko des Kippens. Das Quad/ATV soll stattdessen, unter dem Körper des Fahrers, kontrolliert nach außen kippen, sodass das kurveninnere Rad der Hinterachse den Fahrbahnkontakt verliert. So fährt das Quad mit drei Rädern durch die Kurve. Der Schlupf eines Hinterrades durch die starre Hinterachse, unterstützt die Kurvenfahrt erheblich. Wenn diese Technik nicht bewusst angewendet wird, kann der Fahrer bei schneller Kurvenfahrt davon überrascht werden und verliert die Kontrolle.
Starkes Beschleunigen kann zu einer Entlastung der Vorderachse führen, wodurch das Fahrzeug nicht mehr lenkbar ist.
Inzwischen werden von immer mehr Marken auch serienmäßig Straßenquads als sogenannter Supermoto-Umbau geliefert. Diese sind bezüglich Fahrwerk, Spurbreite, Schwerpunkt für das Fahren auf der Straße optimiert.

### Typische Unfälle
Die speziellen technischen Ausprägungen des Quads bestimmen auch das Unfallgeschehen dieser Fahrzeuge. So zeigt eine Studie der Unfallforschung der Versicherer, dass ein fehlendes Differential in Kombination mit mangelnder Fahrpraxis den Fahrer bei Kurvenfahrt vor große Probleme stellt. Das Verlassen der Fahrbahn bei Kurvenfahrt und anschließender Kollision mit einem Hindernis neben der Fahrbahn ist ein für Quad-Unfälle typischer Unfallhergang. Weiterhin auffällig ist der sehr hohe Anteil von Alleinunfällen dieser Fahrzeuge. Allgemein ist das Risiko, bei einem Quad-Unfall getötet oder schwer verletzt zu werden, im Vergleich zum Pkw um den Faktor 10 erhöht.

### Helmpflicht
Seit dem 1. Januar 2006 gilt auch in Deutschland für alle Fahrer und Mitfahrer von Quads die Helmpflicht. „Wer Krafträder oder offene drei- oder mehrrädrige Kraftfahrzeuge mit einer bauartbedingten Höchstgeschwindigkeit von über 20 km/h führt sowie auf oder in ihnen mitfährt, muss während der Fahrt einen geeigneten Schutzhelm tragen.“ Dies hat der Bundesrat am 21. Dezember mit seiner 40. Verordnung zur Änderung der straßenverkehrsrechtlichen Vorschriften beschlossen. Für Fahrzeuge ab 2006 steht dies auch immer mit in den Papieren.
In Österreich besteht seit Oktober 2002 für alle vierrädrigen Kraftfahrzeuge mit einer Bauartgeschwindigkeit von mehr als 25 km/h, die insbesondere durch Lenkstange, Bedienungs- und Anzeigeelemente sowie Sitzbank Charakterzüge eines Kraftrades aufweisen, also auch für alle Quads und ATVs unabhängig vom Hubraum Helmpflicht.
Außer dem Helm muss auch ein zugelassener Verbandkasten sowie ein Warndreieck mitgeführt werden. Da ATV und Quads meistens als VKP zugelassen werden und so einem Pkw gleichgestellt sind, reicht hier ein „Motorradverbandkasten“ nicht aus. Der Verbandkasten muss den Vorgaben im Gesetzestext entsprechen.

## Bestand in Deutschland
Der Bestand von insgesamt 118.054 leichten vierrädrigen Krafträdern in Deutschland zum 1. Januar 2017 nach Hersteller:
| Hersteller                           | Einheiten | Anteil   |
| ------------------------------------ | --------- | -------- |
| Kymco (Kwang Yang Motor Corporation) | 27.144    | 23,0 %   |
| Standard Motor Corporation (SMC)     | 10.122    | 8,6 %    |
| Her Chee Industrial                  | 7.044     | 6,0 %    |
| Aeon Motor                           | 5.201     | 4,4 %    |
| Renault                              | 4.497     | 3,8 %    |
| Yamaha                               | 4.414     | 3,7 %    |
| Taiwan Golden Bee (TGB)              | 3.135     | 2,7 %    |
| Jiangsu Linhai                       | 2.791     | 2,4 %    |
| Barossa Motor                        | 2.440     | 2,1 %    |
| Arctic Cat                           | 2.301     | 1,9 %    |
| Suzuki                               | 2.169     | 1,8 %    |
| SYM (Sanyang Motor Co., Ltd.)        | 1.968     | 1,7 %    |
| Access Motor                         | 1.882     | 1,6 %    |
| CPI Motor Company                    | 1.742     | 1,5 %    |
| Dinli                                | 1.735     | 1,5 %    |
| Sonstige                             | 39.469    | 33,4 %   |
| Insgesamt                            | 118.054   | 100,00 % |

Damit kommt mehr als die Hälfte der in Deutschland zugelassenen Quads von taiwanischen Herstellern.

## Wettbewerbe und Veranstaltungen
Im Motorsport gibt es folgende Wettbewerbskategorien und Rennserien (Auswahl):
- Motocross (Deutscher Quad Cup, Motocross Serie Nord, Motocross Serie Süd, Hessen Cup)
- Enduro (Bergland-Enduro-Cross Pokal)
- ATV-Trail (Deutsche Meisterschaft im Quadtrail)
- Supermoto (IQC – International Quad Challenge)
- Shorttrack (MEFO Sport Shorttrack Quad Cup)
- Lizenzfreie Rennen (BQC – Bavarian Quad Challenge, XCC – Cross Country Championship, Int. Quad & ATV Schnee Speedway, Kymco Cup, Baja 300 Mitteldeutschland)

## Zeitschriften
- ATV & QUAD Magazin
- Quadjournal
- Quad Magazin
- Quadwelt